# Ekstraklasa w piłce nożnej (2008/2009)/Wyniki spotkań
Rozgrywki polskiej ekstraklasy piłkarskiej w latach 2008/2009 odbyły się w dwóch rundach – jesiennej (trwającej od 8 sierpnia 2008 do 23 listopada 2008) oraz wiosennej (trwającej od 28 listopada 2008 do 30 maja 2009). Początkowo rozgrywki i tym samym runda jesienna miały się rozpocząć dnia 25 lipca, jednak z powodu decyzji Ekstraklasy SA terminy rozegrania 1. kolejki Ekstraklasy oraz 2. kolejki Ekstraklasy zostały przełożone. Jesienią odbyło się 136 spotkań (w tym dwie kolejki rewanżowe – 16 i 17), wiosną 104 spotkania (poczynając od 18. kolejki).

## Runda jesienna

### 1. kolejka (8-10 sierpnia)
| 8 sierpnia 2008 | Lech Poznań                                 | 2:3   | GKS Bełchatów                                                          |                                                                   |
| 20:00           | Hernán Rengifo 45' · Robert Lewandowski 67' | (1:0) | Tomasz Jarzębowski 50' · Tomasz Wróbel 77' · Luis Henríquez 81' (sam.) | Stadion Miejski, Poznań Widzów: 14 tys. Sędzia: Grzegorz Gilewski |

| 8 sierpnia 2008 | Legia Warszawa                                      | 2:2   | Polonia Warszawa                       |                                                                            |
| 20:00           | Bartłomiej Grzelak 11' · Maciej Iwański 49' (karny) | (1:2) | Marek Sokołowski 40' · Daniel Mąka 44' | Stadion Wojska Polskiego, Warszawa Widzów: 9 tys. Sędzia: Hubert Siejewicz |

| 9 sierpnia 2008 | ŁKS Łódź | 0:0   | Odra Wodzisław |                                                            |
| 14:00           |          | (0:0) |                | Stadion MOSiR, Łódź Widzów: 4 tys. Sędzia: Adam Lyczmański |

| 9 sierpnia 2008 | Piast Gliwice                                | 2:0   | Cracovia |                                                                  |
| 16:00           | Krzysztof Kukulski 44' · Paweł Gamla 68' (k) | (1:0) |          | Stadion Aleja, Wodzisław Śląski Widzów: 3 tys. Sędzia: Paweł Gil |

| 9 sierpnia 2008 | Wisła Kraków     | 1:0   | Polonia Bytom |                                                                           |
| 18:00           | Paweł Brożek 62' | (0:0) |               | Stadion im. Henryka Reymana, Kraków Widzów: 10 tys. Sędzia: Jarosław Żyro |

| 9 sierpnia 2008 | Śląsk Wrocław     | 1:1   | Lechia Gdańsk     |                                                                      |
| 20:00           | Vuk Sotirović 17' | (1:0) | Łukasz Trałka 56' | Stadion Oporowska, Wrocław Widzów: 8 tys. Sędzia: Włodzimierz Bartos |

| 9 sierpnia 2008 | Arka Gdynia       | 1:1   | Jagiellonia Białystok |                                                             |
| 19:00           | Dariusz Żuraw 52' | (0:0) | Everton 72'           | Stadion GOSiR, Gdynia Widzów: 12 tys. Sędzia: Marcin Borski |

| 10 sierpnia 2008 | Górnik Zabrze | 0:0   | Ruch Chorzów |                                                                           |
| 19:00            |               | (0:0) |              | Stadion im. Ernesta Pohla, Zabrze Widzów: 17 tys. Sędzia: Tomasz Mikulski |

### 2. kolejka (15-17 sierpnia)
| 15 sierpnia 2008 | Cracovia                    | 2:0   | ŁKS Łódź |                                                                    |
| 18:00            | Dariusz Pawlusiński 6', 58' | (1:0) |          | Stadion Cracovii, Kraków Widzów: 3,5 tys. Sędzia: Jerzy Walczyński |

| 15 sierpnia 2008 | Arka Gdynia          | 1:0   | Górnik Zabrze |                                                                |
| 20:00            | Marcin Wachowicz 39' | (1:0) |               | Stadion GOSiR, Gdynia Widzów: 7 tys. Sędzia: Piotr Wasielewski |

| 16 sierpnia 2008 | GKS Bełchatów | 0:0   | Piast Gliwice |                                                                  |
| 16:00            |               | (0:0) |               | Stadion GKS, Bełchatów Widzów: 2,5 tys. Sędzia: Yuichi Nishimura |

| 16 sierpnia 2008 | Polonia Bytom       | 1:1   | Śląsk Wrocław     |                                                                                            |
| 18:00            | Marek Bažík 77' (k) | (0:0) | Vuk Sotirović 64' | Stadion im. Edwarda Szymkowiaka, Bytom Widzów: 3,5 tys. Sędzia: Piotr Siedlecki (ur. 1976) |

| 16 sierpnia 2008 | Polonia Warszawa | 0:2   | Wisła Kraków          |                                                                 |
| 20:00            |                  | (0:1) | Paweł Brożek 29', 88' | Stadion Polonii, Warszawa Widzów: 3,5 tys. Sędzia: Robert Małek |

| 16 sierpnia 2008 | Ruch Chorzów                        | 2:1   | Lechia Gdańsk      |                                                              |
| 20:00            | Marcin Zając 21' · Martin Fabuš 66' | (1:0) | Andrzej Rybski 60' | Stadion Ruchu, Chorzów Widzów: 6,5 tys. Sędzia: Piotr Pielak |

| 17 sierpnia 2008 | Odra Wodzisław               | 2:0   | Legia Warszawa |                                                                    |
| 17:00            | Arkadiusz Aleksander 1', 26' | (2:0) |                | Stadion Aleja, Wodzisław Śląski Widzów: 5 tys. Sędzia: Adam Kajzer |

| 17 sierpnia 2008 | Jagiellonia Białystok | 0:3   | Lech Poznań                                                     |                                                                    |
| 17:00            |                       | (0:2) | Manuel Arboleda 26' · Semir Štilić 39' (k) · Everton 81' (sam.) | Stadion Miejski, Białystok Widzów: 9 tys. Sędzia: Mirosław Górecki |

### 3. kolejka (22-24 sierpnia)
| 22 sierpnia 2008 | Ruch Chorzów            | 2:1   | Polonia Bytom      |                                                         |
| 20:00            | Marcin Sobczak 32', 77' | (1:1) | Jakub Zabłocki 13' | Stadion Ruchu, Chorzów Widzów: 9 tys. Sędzia: Paweł Gil |

| 22 sierpnia 2008 | Wisła Kraków                                     | 2:1   | GKS Bełchatów     |                                                                              |
| 20:00            | Paweł Brożek 27' · Dariusz Pietrasiak 47' (sam.) | (1:0) | Cléber 69' (sam.) | Stadion im. Henryka Reymana, Kraków Widzów: 11 tys. Sędzia: Hubert Siejewicz |

| 23 sierpnia 2008 | Piast Gliwice        | 1:2   | Arka Gdynia                  |                                                                     |
| 16:00            | Stanisław Wróbel 49' | (0:2) | Zbigniew Zakrzewski 36', 39' | Stadion Aleja, Wodzisław Śląski Widzów: 3 tys. Sędzia: Marcin Szulc |

| 23 sierpnia 2008 | Śląsk Wrocław                                                           | 4:0   | Odra Wodzisław |                                                                     |
| 18:00            | Janusz Gancarczyk 15', 70' · Sebastian Mila 38' · Krzysztof Wołczek 45' | (3:0) |                | Stadion Oporowska, Wrocław Widzów: 6 tys. Sędzia: Grzegorz Gilewski |

| 23 sierpnia 2008 | Lech Poznań                                                       | 3:0   | Górnik Zabrze |                                                                  |
| 18:15            | Robert Lewandowski 11' · Bartosz Bosacki 58' · Rafał Murawski 68' | (1:0) |               | Stadion Miejski, Poznań Widzów: 16 tys. Sędzia: Yuichi Nishimura |

| 23 sierpnia 2008 | ŁKS Łódź               | 1:2   | Polonia Warszawa                          |                                                           |
| 20:00            | Mariusz Mowlik 17' (k) | (1:0) | Piotr Piechniak 51' · Filip Iwanowski 87' | Stadion MOSiR, Łódź Widzów: 3 tys. Sędzia: Dawid Piasecki |

| 24 sierpnia 2008 | Lechia Gdańsk                               | 2:0   | Cracovia |                                                           |
| 15:00            | Marcin Kaczmarek 37' · Maciej Kowalczyk 89' | (1:0) |          | Stadion MOSiR, Gdańsk Widzów: 11 tys. Sędzia: Mariusz Żak |

| 24 sierpnia 2008 | Legia Warszawa            | 2:0   | Jagiellonia Białystok |                                                                            |
| 17:00            | Miroslav Radović 55', 90' | (0:0) |                       | Stadion Wojska Polskiego, Warszawa Widzów: 4 tys. Sędzia: Zdzisław Bakaluk |

### 4. kolejka (29-31 sierpnia)
| 29 sierpnia 2008 | GKS Bełchatów | 0:2   | ŁKS Łódź                           |                                                            |
| 17:45            |               | (0:0) | Dawid Jarka 56' · Rafał Kujawa 70' | Stadion GKS, Bełchatów Widzów: 3 tys. Sędzia: Piotr Pielak |

| 29 sierpnia 2008 | Polonia Warszawa              | 3:0   | Śląsk Wrocław |                                                                   |
| 20:00            | Filip Iwanowski 21', 24', 67' | (2:0) |               | Stadion Polonii, Warszawa Widzów: 3 tys. Sędzia: Yuichi Nishimura |

| 30 sierpnia 2008 | Polonia Bytom                                       | 4:1   | Lechia Gdańsk        |                                                                                  |
| 15:15            | Marcin Komorowski 9', 42', 69' · Hubert Jaromin 90' | (2:0) | Karol Piątek 61' (k) | Stadion im. Edwarda Szymkowiaka, Bytom Widzów: 4 tys. Sędzia: Artur Radziszewski |

| 30 sierpnia 2008 | Jagiellonia Białystok  | 2:0   | Piast Gliwice |                                                                   |
| 17:30            | Łukasz Tumicz 15', 66' | (1:0) |               | Stadion Miejski, Białystok Widzów: 8 tys. Sędzia: Adam Lyczmański |

| 30 sierpnia 2008 | Odra Wodzisław                                                  | 3:0   | Ruch Chorzów |                                                                          |
| 19:45            | Maciej Korzym 15' · Piotr Gierczak 38' · Sławomir Szary 43' (k) | (3:0) |              | Stadion Aleja, Wodzisław Śląski Widzów: 5,8 tys. Sędzia: Tomasz Mikulski |

| 31 sierpnia 2008 | Arka Gdynia                  | 2:1   | Lech Poznań            |                                                                 |
| 16:45            | Zbigniew Zakrzewski 33', 69' | (1:1) | Robert Lewandowski 23' | Stadion GOSiR, Gdynia Widzów: 13 tys. Sędzia: Grzegorz Gilewski |

| 31 sierpnia 2008 | Górnik Zabrze | 0:3   | Legia Warszawa                                                           |                                                                         |
| 17:00            |               | (0:2) | Takesure Chinyama 19' · Sebastian Szałachowski 40' · Roger Guerreiro 71' | Stadion im. Ernesta Pohla, Zabrze Widzów: 17 tys. Sędzia: Jarosław Żyro |

| 31 sierpnia 2008 | Cracovia                    | 1:1   | Wisła Kraków      |                                                           |
| 19:30            | Dariusz Pawlusiński 25' (k) | (1:0) | Rafał Boguski 67' | Stadion Cracovii, Kraków Widzów: 6 tys. Sędzia: Paweł Gil |

### 5. kolejka (12-14 września)
| 12 września 2008 | ŁKS Łódź        | 1:0   | Jagiellonia Białystok |                                                            |
| 17:45            | Dawid Jarka 38' | (1:0) |                       | Stadion MOSiR, Łódź Widzów: 4,5 tys. Sędzia: Marcin Borski |

| 12 września 2008 | Ruch Chorzów                           | 2:0   | Cracovia |                                                                 |
| 20:00            | Marcin Sobczak 54' · Artur Sobiech 90' | (0:0) |          | Stadion Ruchu, Chorzów Widzów: 6 tys. Sędzia: Grzegorz Gilewski |

| 13 września 2008 | Śląsk Wrocław            | 2:1   | GKS Bełchatów       |                                                                  |
| 15:15            | Tomasz Szewczuk 41', 90' | (1:0) | Marcin Drzymont 70' | Stadion Oporowska, Wrocław Widzów: 5 tys. Sędzia: Dawid Piasecki |

| 13 września 2008 | Lechia Gdańsk                                                    | 3:1   | Odra Wodzisław    |                                                               |
| 17:30            | Piotr Kasperkiewicz 54' · Maciej Rogalski 73' · Paweł Buzała 89' | (0:1) | Dariusz Dudek 43' | Stadion MOSiR, Gdańsk Widzów: 8 tys. Sędzia: Zdzisław Bakaluk |

| 13 września 2008 | Legia Warszawa                               | 2:0   | Arka Gdynia |                                                                            |
| 18:00            | Takesure Chinyama 70' · Miroslav Radović 87' | (0:0) |             | Stadion Wojska Polskiego, Warszawa Widzów: 4 tys. Sędzia: Hubert Siejewicz |

| 13 września 2008 | Polonia Bytom | 0:4   | Polonia Warszawa                                    |                                                                                |
| 19:45            |               | (0:0) | Daniel Mąka 66', 87', 89' · Szymon Kaźmierowski 90' | Stadion im. Edwarda Szymkowiaka, Bytom Widzów: 4 tys. Sędzia: Jacek Walczyński |

| 14 września 2008 | Górnik Zabrze      | 1:0   | Piast Gliwice |                                                                        |
| 16:45            | Piotr Madejski 11' | (1:0) |               | Stadion im. Ernesta Pohla, Zabrze Widzów: 18 tys. Sędzia: Marcin Szulc |

| 14 września 2008 | Wisła Kraków      | 1:4   | Lech Poznań                                                            |                                                                          |
| 17:00            | Rafał Boguski 51' | (0:3) | Rafał Murawski 4' · Robert Lewandowski 8', 59' · Tomasz Bandrowski 40' | Stadion im. Henryka Reymana, Kraków Widzów: 14 tys. Sędzia: Robert Małek |

### 6. kolejka (19-21 września)
| 19 września 2008 | Górnik Zabrze      | 1:2   | Śląsk Wrocław                           |                                                                            |
| 20:00            | Jerzy Brzęczek 55' | (0:0) | Tomasz Szewczuk 59' · Piotr Celeban 64' | Stadion im. Ernesta Pohla, Zabrze Widzów: 10 tys. Sędzia: Hubert Siejewicz |

| 19 września 2008 | Cracovia | 0:3   | Legia Warszawa                                               |                                                               |
| 20:00            |          | (0:1) | Roger Guerreiro 45' · Takesure Chinyama 61' · Piotr Giza 90' | Stadion Cracovii, Kraków Widzów: 2,5 tys. Sędzia: Mariusz Żak |

| 20 września 2008 | Odra Wodzisław                                                           | 4:1   | Polonia Bytom          |                                                                          |
| 15:15            | Maciej Małkowski 44' · Maciej Korzym 53' · Arkadiusz Aleksander 61', 75' | (1:0) | Grzegorz Podstawek 90' | Stadion Aleja, Wodzisław Śląski Widzów: 2,5 tys. Sędzia: Piotr Siedlecki |

| 20 września 2008 | GKS Bełchatów          | 1:0   | Lechia Gdańsk |                                                                 |
| 17:30            | Tomasz Jarzębowski 73' | (0:0) |               | Stadion GKS, Bełchatów Widzów: 2,5 tys. Sędzia: Adam Lyczmański |

| 20 września 2008 | Polonia Warszawa                                    | 3:0   | Ruch Chorzów |                                                                |
| 19:45            | Radek Mynář 53' · Krzysztof Gajtkowski 68', 86' (k) | (0:0) |              | Stadion Polonii, Warszawa Widzów: 4,5 tys. Sędzia: Adam Kajzer |

| 21 września 2008 | Lech Poznań         | 1:0   | Piast Gliwice |                                                              |
| 17:15            | Zlatko Tanevski 14' | (1:0) |               | Stadion Miejski, Poznań Widzów: 15 tys. Sędzia: Piotr Pielak |

| 21 września 2008 | Arka Gdynia                                                                         | 4:0   | ŁKS Łódź |                                                        |
| 17:30            | Marcin Pietroń 27' · Przemysław Trytko 51' · Bartosz Ława 74' · Damian Nawrocik 90' | (1:0) |          | Stadion GOSiR, Gdynia Widzów: 9 tys. Sędzia: Paweł Gil |

| 21 września 2008 | Jagiellonia Białystok | 0:2   | Wisła Kraków                          |                                                                      |
| 19:45            |                       | (0:1) | Mauro Cantoro 25' · Rafał Boguski 83' | Stadion Miejski, Białystok Widzów: 11 tys. Sędzia: Piotr Wasielewski |

### 7. kolejka (26-28 września)
| 26 września 2008 | Polonia Bytom                               | 2:0   | Górnik Zabrze |                                                                         |
| 17:45            | Jakub Zabłocki 14' · Grzegorz Podstawek 87' | (1:0) |               | Stadion im. Edwarda Szymkowiaka, Bytom Widzów: 6 tys. Sędzia: Paweł Gil |

| 26 września 2008 | Lechia Gdańsk | 0:0   | Polonia Warszawa |                                                           |
| 20:00            |               | (0:0) |                  | Stadion MOSiR, Gdańsk Widzów: 10 tys. Sędzia: Mariusz Żak |

| 27 września 2008 | Odra Wodzisław | 0:2   | GKS Bełchatów          |                                                                        |
| 15:15            |                | (0:0) | Carlos Costly 49', 74' | Stadion Aleja, Wodzisław Śląski Widzów: 2,7 tys. Sędzia: Marcin Borski |

| 27 września 2008 | Legia Warszawa                                            | 3:1   | Piast Gliwice      |                                                                              |
| 17:30            | Édson 11' · Kamil Glik 36' (sam.) · Takesure Chinyama 55' | (2:0) | Łukasz Krzycki 85' | Stadion Wojska Polskiego, Warszawa Widzów: 5 tys. Sędzia: Włodzimierz Bartos |

| 27 września 2008 | Wisła Kraków                                                    | 4:0   | Arka Gdynia |                                                                             |
| 18:15            | Arkadiusz Głowacki 8' · Paweł Brożek 18', 69' · Júnior Díaz 90' | (2:0) |             | Stadion im. Henryka Reymana, Kraków Widzów: 11 tys. Sędzia: Tomasz Mikulski |

| 27 września 2008 | Ruch Chorzów | 0:0   | Jagiellonia Białystok |                                                                |
| 19:45            |              | (0:0) |                       | Stadion Ruchu, Chorzów Widzów: 7 tys. Sędzia: Zdzisław Bakaluk |

| 28 września 2008 | Śląsk Wrocław       | 1:1   | Cracovia        |                                                                  |
| 16:45            | Dariusz Sztylka 14' | (1:1) | Paweł Nowak 28' | Stadion Oporowska, Wrocław Widzów: 7,5 tys. Sędzia: Marcin Szulc |

| 28 września 2008 | ŁKS Łódź | 0:3   | Lech Poznań                                               |                                                             |
| 16:45            |          | (0:2) | Rafał Murawski 18' · Hernan Rengifo 41' · Piotr Reiss 82' | Stadion MOSiR, Łódź Widzów: 5 tys. Sędzia: Mirosław Górecki |

### 8. kolejka (3-5 października)
| 3 października 2008 | Jagiellonia Białystok                           | 2:2   | Śląsk Wrocław                               |                                                               |
| 17:45               | Paweł Zawistowski 6' · Piotr Celeban 42' (sam.) | (2:1) | Sebastian Mila 9' (k) · Tomasz Szewczuk 87' | Stadion Miejski, Białystok Widzów: 8 tys. Sędzia: Adam Kajzer |

| 3 października 2008 | Cracovia | 0:1   | Polonia Bytom          |                                                                |
| 20:00               |          | (0:1) | Grzegorz Podstawek 22' | Stadion Cracovii, Kraków Widzów: 1,8 tys. Sędzia: Piotr Pielak |

| 3 października 2008 | Arka Gdynia | 0:1   | Lechia Gdańsk    |                                                               |
| 20:00               |             | (0:0) | Paweł Buzała 64' | Stadion GOSiR, Gdynia Widzów: 8 tys. Sędzia: Hubert Siejewicz |

| 4 października 2008 | Piast Gliwice                          | 2:1   | ŁKS Łódź               |                                                                        |
| 15:15               | Marcin Radzewicz 45' · Marcin Folc 82' | (1:0) | Kamil Bartosiewicz 68' | Stadion Aleja, Wodzisław Śląski Widzów: 1,5 tys. Sędzia: Marcin Wróbel |

| 4 października 2008 | GKS Bełchatów   | 1:0   | Ruch Chorzów |                                                                 |
| 17:30               | Dawid Nowak 45' | (1:0) |              | Stadion GKS, Bełchatów Widzów: 2,5 tys. Sędzia: Piotr Siedlecki |

| 4 października 2008 | Polonia Warszawa         | 2:0   | Odra Wodzisław |                                                                  |
| 19:45               | Filip Iwanowski 40', 72' | (1:0) |                | Stadion Polonii, Warszawa Widzów: 3,2 tys. Sędzia: Jarosław Żyro |

| 5 października 2008 | Górnik Zabrze        | 1:1   | Wisła Kraków            |                                                                         |
| 14:30               | Przemysław Pitry 54' | (0:0) | Radosław Sobolewski 84' | Stadion im. Ernesta Pohla, Zabrze Widzów: 14 tys. Sędzia: Marcin Borski |

| 5 października 2008 | Lech Poznań | 0:0   | Legia Warszawa |                                                              |
| 17:00               |             | (0:0) |                | Stadion Miejski, Poznań Widzów: 24 tys. Sędzia: Robert Małek |

### 9. kolejka (17-19 października)
| 17 października 2008 | Odra Wodzisław       | 1:1   | Jagiellonia Białystok |                                                                        |
| 17:45                | Maciej Małkowski 18' | (1:1) | Pavol Staňo 33'       | Stadion Aleja, Wodzisław Śląski Widzów: 2450 Sędzia: Grzegorz Gilewski |

| 17 października 2008 | Polonia Warszawa  | 1:1   | Cracovia         |                                                                     |
| 20:00                | Jarosław Lato 50' | (0:1) | Jakub Kaszuba 3' | Stadion Polonii, Warszawa Widzów: 3,5 tys. Sędzia: Hubert Siejewicz |

| 18 października 2008 | Polonia Bytom     | 1:2   | GKS Bełchatów                                  |                                                                                    |
| 15:15                | Jakub Zabłocki 8' | (1:1) | Tomasz Jarzębowski 19' · Mateusz Cetnarski 90' | Stadion im. Edwarda Szymkowiaka, Bytom Widzów: 4,5 tys. Sędzia: Marek Mikołajewski |

| 18 października 2008 | Śląsk Wrocław                            | 2:1   | Arka Gdynia        |                                                                    |
| 17:30                | Sebastian Mila 16' · Tomasz Szewczuk 73' | (1:1) | Anderson Silva 47' | Stadion Oporowska, Wrocław Widzów: 7 tys. Sędzia: Mirosław Górecki |

| 18 października 2008 | ŁKS Łódź | 0:0   | Legia Warszawa |                                                      |
| 18:00                |          | (0:0) |                | Stadion MOSiR, Łódź Widzów: 6 tys. Sędzia: Paweł Gil |

| 18 października 2008 | Wisła Kraków                           | 2:0   | Piast Gliwice |                                                                              |
| 19:45                | Rafał Boguski 47' · Paweł Brożek 90+2' | (1:0) |               | Stadion im. Henryka Reymana, Kraków Widzów: 10 tys. Sędzia: Zdzisław Bakaluk |

| 19 października 2008 | Lechia Gdańsk       | 1:0   | Górnik Zabrze |                                                              |
| 16:45                | Maciej Rogalski 33' | (1:0) |               | Stadion MOSiR, Gdańsk Widzów: 9 tys. Sędzia: Tomasz Mikulski |

| 19 października 2008 | Ruch Chorzów                            | 2:0   | Lech Poznań |                                                               |
| 17:00                | Tomasz Brzyski 17' · Marcin Nowacki 30' | (2:0) |             | Stadion Ruchu, Chorzów Widzów: 8 tys. Sędzia: Adam Lyczmański |

### 10. kolejka (24-26 października)
| 24 października 2008 | Piast Gliwice | 0:0   | Ruch Chorzów |                                                                      |
| 17:45                |               | (0:0) |              | Stadion Aleja, Wodzisław Śląski Widzów: 2 tys. Sędzia: Marcin Borski |

| 24 października 2008 | GKS Bełchatów        | 1:2   | Polonia Warszawa                                 |                                                             |
| 20:00                | Piotr Klepczarek 70' | (1:1) | Marcin Drzymont 10' (sam.) · Filip Iwanowski 45' | Stadion GKS, Bełchatów Widzów: 3,5 tys. Sędzia: Mariusz Żak |

| 24 października 2008 | Jagiellonia Białystok                  | 2:0   | Lechia Gdańsk |                                                             |
| 20:00                | Ensar Arifović 26' · Robert Szczot 90' | (1:0) |               | Stadion Miejski, Białystok Widzów: 8 tys. Sędzia: Paweł Gil |

| 25 października 2008 | Cracovia | 0:0   | Odra Wodzisław |                                                                  |
| 15:15                |          | (0:0) |                | Stadion Cracovii, Kraków Widzów: 2,5 tys. Sędzia: Dawid Piasecki |

| 25 października 2008 | Górnik Zabrze                         | 2:0   | ŁKS Łódź |                                                                             |
| 17:30                | Tomasz Zahorski 19' · Marko Bajić 84' | (1:0) |          | Stadion im. Ernesta Pohla, Zabrze Widzów: 11 tys. Sędzia: Grzegorz Gilewski |

| 25 października 2008 | Lech Poznań           | 1:1   | Śląsk Wrocław         |                                                                  |
| 18:15                | Robert Lewandowski 6' | (1:1) | Janusz Gancarczyk 28' | Stadion Miejski, Poznań Widzów: 18 tys. Sędzia: Hubert Siejewicz |

| 25 października 2008 | Arka Gdynia           | 1:3   | Polonia Bytom                                     |                                                                 |
| 19:45                | Dariusz Żuraw 10' (k) | (1:0) | Grzegorz Podstawek 47', 52' · Tomasz Owczarek 62' | Stadion GOSiR, Gdynia Widzów: 6 tys. Sędzia: Artur Radziszewski |

| 26 października 2008 | Legia Warszawa                                 | 2:1   | Wisła Kraków     |                                                                         |
| 17:00                | Bartłomiej Grzelak 38' · Takesure Chinyama 67' | (1:1) | Paweł Brożek 34' | Stadion Wojska Polskiego, Warszawa Widzów: 10 tys. Sędzia: Robert Małek |

### 11. kolejka (31 października – 2 listopada)
| 31 października 2008 | Arka Gdynia | 0:1   | Polonia Warszawa     |                                                          |
| 17:30                |             | (0:1) | Marek Sokołowski 45' | Stadion GOSiR, Gdynia Widzów: 5 tys. Sędzia: Adam Kajzer |

| 31 października 2008 | Piast Gliwice          | 1:0   | Polonia Bytom |                                                                       |
| 17:30                | Maciej Michniewicz 63' | (0:0) |               | Stadion Aleja, Wodzisław Śląski Widzów: 1,5 tys. Sędzia: Jacek Granat |

| 31 października 2008 | ŁKS Łódź | 0:0   | Śląsk Wrocław |                                                          |
| 20:00                |          | (0:0) |               | Stadion MOSiR, Łódź Widzów: 4 tys. Sędzia: Marcin Borski |

| 31 października 2008 | Lech Poznań                                                | 3:1   | Odra Wodzisław   |                                                           |
| 20:00                | Jakub Wilk 26' · Semir Štilić 49' · Robert Lewandowski 53' | (1:1) | Maciej Korzym 9' | Stadion Miejski, Poznań Widzów: 14 tys. Sędzia: Paweł Gil |

| 2 listopada 2008 | Górnik Zabrze                           | 2:3   | GKS Bełchatów                                               |                                                                            |
| 14:30            | Grzegorz Bonin 31' · Piotr Madejski 63' | (1:1) | Dawid Nowak 28' · Mariusz Ujek 76' (k) · Łukasz Garguła 85' | Stadion im. Ernesta Pohla, Zabrze Widzów: 14 tys. Sędzia: Hubert Siejewicz |

| 2 listopada 2008 | Jagiellonia Białystok                    | 2:0   | Cracovia |                                                                   |
| 16:45            | Damir Kajošević 70' · Ensar Arifović 78' | (0:0) |          | Stadion Miejski, Białystok Widzów: 8 tys. Sędzia: Piotr Siedlecki |

| 2 listopada 2008 | Wisła Kraków                       | 2:0   | Ruch Chorzów |                                                                               |
| 17:00            | Paweł Brożek 13' · Júnior Díaz 44' | (2:0) |              | Stadion im. Henryka Reymana, Kraków Widzów: 12 tys. Sędzia: Grzegorz Gilewski |

| 2 listopada 2008 | Legia Warszawa                         | 3:0   | Lechia Gdańsk |                                                                           |
| 19:00            | Takesure Chinyama 37', 45' · Édson 79' | (2:0) |               | Stadion Wojska Polskiego, Warszawa Widzów: 6 tys. Sędzia: Adam Lyczmański |

### 12. kolejka (7-9 listopada)
| 7 listopada 2008 | GKS Bełchatów                                           | 3:0   | Cracovia |                                                            |
| 17:45            | Mariusz Ujek 16' · Łukasz Garguła 82' · Dawid Nowak 84' | (1:0) |          | Stadion GKS, Bełchatów Widzów: 2 tys. Sędzia: Piotr Pielak |

| 7 listopada 2008 | Polonia Bytom   | 1:0   | Legia Warszawa |                                                                                |
| 20:00            | Rafał Grzyb 77' | (0:0) |                | Stadion im. Edwarda Szymkowiaka, Bytom Widzów: 5 tys. Sędzia: Jacek Walczyński |

| 8 listopada 2008 | Śląsk Wrocław | 0:1   | Piast Gliwice     |                                                             |
| 15:15            |               | (0:0) | Daniel Koczon 62' | Stadion Oporowska, Wrocław Widzów: 6 tys. Sędzia: Paweł Gil |

| 8 listopada 2008 | Wisła Kraków | 0:0   | ŁKS Łódź |                                                                             |
| 16:00            |              | (0:0) |          | Stadion im. Henryka Reymana, Kraków Widzów: 13 tys. Sędzia: Tomasz Mikulski |

| 8 listopada 2008 | Polonia Warszawa | 0:0   | Jagiellonia Białystok |                                                                   |
| 17:30            |                  | (0:0) |                       | Stadion Polonii, Warszawa Widzów: 3 tys. Sędzia: Zdzisław Bakaluk |

| 8 listopada 2008 | Ruch Chorzów | 0:0   | Arka Gdynia |                                                                 |
| 19:45            |              | (0:0) |             | Stadion Ruchu, Chorzów Widzów: 8 tys. Sędzia: Piotr Wasielewski |

| 9 listopada 2008 | Odra Wodzisław | 0:0   | Górnik Zabrze |                                                                          |
| 16:45            |                | (0:0) |               | Stadion Aleja, Wodzisław Śląski Widzów: 7 tys. Sędzia: Grzegorz Gilewski |

| 9 listopada 2008 | Lechia Gdańsk | 0:3   | Lech Poznań                                    |                                                                  |
| 17:00            |               | (0:1) | Robert Lewandowski 45' · Semir Štilić 54', 74' | Stadion MOSiR, Gdańsk Widzów: 10 tys. Sędzia: Artur Radziszewski |

### 13. kolejka (11-12 listopada)
| 11 listopada 2008 | Cracovia | 0:0   | Arka Gdynia |                                                                    |
| 15:15             |          | (0:0) |             | Stadion Cracovii, Kraków Widzów: 3 tys. Sędzia: Włodzimierz Bartos |

| 11 listopada 2008 | Polonia Warszawa    | 1:0   | Piast Gliwice |                                                                 |
| 17:30             | Radek Mynář 79' (k) | (0:0) |               | Stadion Polonii, Warszawa Widzów: 3 tys. Sędzia: Dawid Piasecki |

| 11 listopada 2008 | GKS Bełchatów      | 1:0   | Legia Warszawa |                                                               |
| 19:30             | Łukasz Garguła 37' | (1:0) |                | Stadion GKS, Bełchatów Widzów: 4,5 tys. Sędzia: Jarosław Żyro |

| 11 listopada 2008 | Ruch Chorzów     | 1:2   | Śląsk Wrocław                               |                                                             |
| 19:45             | Marcin Zając 68' | (0:0) | Tomasz Szewczuk 50' · Janusz Gancarczyk 57' | Stadion Ruchu, Chorzów Widzów: 7 tys. Sędzia: Marcin Wróbel |

| 12 listopada 2008 | Lechia Gdańsk                               | 2:1   | ŁKS Łódź               |                                                          |
| 17:30             | Maciej Rogalski 24' (k) · Łukasz Trałka 41' | (2:0) | Kamil Bartosiewicz 90' | Stadion MOSiR, Gdańsk Widzów: 6,5 tys. Sędzia: Paweł Gil |

| 12 listopada 2008 | Polonia Bytom          | 1:1   | Lech Poznań      |                                                                |
| 17:30             | Grzegorz Podstawek 63' | (0:0) | Jakub Wilk 90+4' | Stadion im. Edwarda Szymkowiaka, Bytom Sędzia: Adam Lyczmański |

| 12 listopada 2008 | Odra Wodzisław | 0:2   | Wisła Kraków                              |                                                                          |
| 19:30             |                | (0:0) | Paweł Brożek 90+2' · Patryk Małecki 90+5' | Stadion Aleja, Wodzisław Śląski Widzów: 6 tys. Sędzia: Piotr Wasielewski |

| 12 listopada 2008 | Jagiellonia Białystok | 1:0   | Górnik Zabrze |                                                                     |
| 19:45             | Hermes 36' (k)        | (1:0) |               | Stadion Miejski, Białystok Widzów: 8 tys. Sędzia: Grzegorz Gilewski |

### 14. kolejka (14-16 listopada)
| 14 listopada 2008 | Arka Gdynia                            | 2:0   | GKS Bełchatów |                                                                  |
| 17:45             | Bartosz Ława 46' · Łukasz Kowalski 58' | (1:0) |               | Stadion GOSiR, Gdynia Widzów: 3,5 tys. Sędzia: Grzegorz Gilewski |

| 14 listopada 2008 | Legia Warszawa                                                                        | 4:0   | Śląsk Wrocław |                                                                        |
| 20:00             | Maciej Iwański 10' · Takesure Chinyama 32' · Pancze Ḱumbew 40' · Jakub Wawrzyniak 69' | (3:0) |               | Stadion Wojska Polskiego, Warszawa Widzów: 11 tys. Sędzia: Adam Kajzer |

| 15 listopada 2008 | Piast Gliwice | 0:1   | Odra Wodzisław        |                                                                    |
| 15:15             |               | (0:0) | Marcin Malinowski 64' | Stadion Aleja, Wodzisław Śląski Widzów: 3 tys. Sędzia: Mariusz Żak |

| 15 listopada 2008 | Jagiellonia Białystok                    | 2:2   | Polonia Bytom                                  |                                                                  |
| 17:30             | Szymon Matuszek 14' · Ensar Arifović 88' | (1:0) | Andrius Skerla 76' (sam.) · Jakub Zabłocki 78' | Stadion Miejski, Białystok Widzów: 7,5 tys. Sędzia: Jacek Granat |

| 15 listopada 2008 | Wisła Kraków                                       | 3:0   | Lechia Gdańsk |                                                                              |
| 18:15             | Patryk Małecki 70' (k) · Paweł Brożek 72', 78' (k) | (0:0) |               | Stadion im. Henryka Reymana, Kraków Widzów: 14 tys. Sędzia: Mirosław Górecki |

| 15 listopada 2008 | ŁKS Łódź | 0:1   | Ruch Chorzów     |                                                            |
| 19:45             |          | (0:0) | Martin Fabuš 48' | Stadion MOSiR, Łódź Widzów: 4 tys. Sędzia: Piotr Siedlecki |

| 16 listopada 2008 | Górnik Zabrze | 0:2   | Cracovia                                      |                                                                     |
| 16:45             |               | (0:1) | Paweł Nowak 30' · Dariusz Pawlusiński 78' (k) | Stadion im. Ernesta Pohla, Zabrze Widzów: 13 tys. Sędzia: Paweł Gil |

| 16 listopada 2008 | Lech Poznań           | 2:0   | Polonia Warszawa |                                                                 |
| 16:45             | Hernán Rengifo 5', 6' | (2:0) |                  | Stadion Miejski, Poznań Widzów: 16 tys. Sędzia: Tomasz Mikulski |

### 15. kolejka (21-23 listopada)
| 21 listopada 2008 | Polonia Bytom                               | 2:3   | ŁKS Łódź                                                     |                                                                                 |
| 19:45             | Grzegorz Podstawek 35' · Jakub Zabłocki 51' | (1:1) | Gábor Vayer 44' · Mladen Kašćelan 70' (k) · Adam Czerkas 76' | Stadion im. Edwarda Szymkowiaka, Bytom Widzów: 4 tys. Sędzia: Grzegorz Gilewski |

| 21 listopada 2008 | Ruch Chorzów | 0:1   | Legia Warszawa        |                                                           |
| 20:00             |              | (0:0) | Takesure Chinyama 64' | Stadion Śląski, Chorzów Widzów: 10 tys. Sędzia: Paweł Gil |

| 22 listopada 2008 | GKS Bełchatów                        | 2:0   | Jagiellonia Białystok |                                                            |
| 14:15             | Dawid Nowak 20' · Łukasz Garguła 84' | (1:0) |                       | Stadion GKS, Bełchatów Widzów: 2 tys. Sędzia: Robert Małek |

| 22 listopada 2008 | Odra Wodzisław | 0:0   | Arka Gdynia |                                                                           |
| 16:30             |                | (0:0) |             | Stadion Aleja, Wodzisław Śląski Widzów: 1 tys. Sędzia: Artur Radziszewski |

| 22 listopada 2008 | Polonia Warszawa                                | 2:0   | Górnik Zabrze |                                                                       |
| 18:15             | Filip Iwanowski 36' · Māris Smirnovs 77' (sam.) | (1:0) |               | Stadion Polonii, Warszawa Widzów: 2,5 tys. Sędzia: Włodzimierz Bartos |

| 22 listopada 2008 | Cracovia | 0:1   | Lech Poznań       |                                                                 |
| 18:45             |          | (0:0) | Ivan Đurđević 82' | Stadion Cracovii, Kraków Widzów: 2,5 tys. Sędzia: Marcin Borski |

| 23 listopada 2008 | Lechia Gdańsk | 0:0   | Piast Gliwice |                                                            |
| 14:30             |               | (0:0) |               | Stadion MOSiR, Gdańsk Widzów: 6 tys. Sędzia: Jarosław Żyro |

| 23 listopada 2008 | Śląsk Wrocław                                | 2:1   | Wisła Kraków                  |                                                                  |
| 16:45             | Sebastian Mila 10' · Krzysztof Ostrowski 69' | (1:0) | Antoni Łukasiewicz 75' (sam.) | Stadion Oporowska, Wrocław Widzów: 9,3 tys. Sędzia: Marcin Szulc |

### 16. kolejka (28-30 listopada)
| 28 listopada 2008 | GKS Bełchatów    | 1:0   | Górnik Zabrze |                                                              |
| 17:45             | Piotr Kuklis 63' | (0:0) |               | Stadion GKS, Bełchatów Widzów: 2 tys. Sędzia: Dawid Piasecki |

| 28 listopada 2008 | Lechia Gdańsk                           | 2:3   | Legia Warszawa                                        |                                                                |
| 20:00             | Paweł Buzała 21' · Piotr Wiśniewski 67' | (1:2) | Rafał Kosznik 12' (sam.) · Takesure Chinyama 28', 57' | Stadion MOSiR, Gdańsk Widzów: 11 tys. Sędzia: Hubert Siejewicz |

| 29 listopada 2008 | Cracovia                     | 2:0   | Jagiellonia Białystok |                                                               |
| 15:15             | Dariusz Pawlusiński 35', 61' | (1:0) |                       | Stadion Cracovii, Kraków Widzów: 2 tys. Sędzia: Marcin Wróbel |

| 29 listopada 2008 | Polonia Bytom       | 1:0   | Piast Gliwice |                                                                               |
| 17:30             | Tomasz Owczarek 17' | (1:0) |               | Stadion im. Edwarda Szymkowiaka, Bytom Widzów: 4,5 tys. Sędzia: Marcin Borski |

| 29 listopada 2008 | Ruch Chorzów         | 1:0   | Wisła Kraków |                                                                   |
| 18:15             | Michał Pulkowski 80' | (0:0) |              | Stadion Śląski, Chorzów Widzów: 7,5 tys. Sędzia: Zdzisław Bakaluk |

| 29 listopada 2008 | Śląsk Wrocław                                                    | 3:0   | ŁKS Łódź |                                                                |
| 19:45             | Piotr Celeban 29' · Sebastian Dudek 56' (k) · Sebastian Mila 75' | (1:0) |          | Stadion Oporowska, Wrocław Widzów: 6 tys. Sędzia: Piotr Pielak |

| 30 listopada 2008 | Polonia Warszawa | 0:0   | Arka Gdynia |                                                                 |
| 19:15             |                  | (0:0) |             | Stadion Polonii, Warszawa Widzów: 3,5 tys. Sędzia: Robert Małek |

| 30 listopada 2008 | Odra Wodzisław | 0:1   | Lech Poznań      |                                                                           |
| 19:15             |                | (0:1) | Semir Štilić 22' | Stadion Aleja, Wodzisław Śląski Widzów: 3,5 tys. Sędzia: Jacek Walczyński |

### 17. kolejka (5-7 grudnia)
| 5 grudnia 2008 | ŁKS Łódź                            | 2:1   | Lechia Gdańsk        |                                                           |
| 17:45          | Adam Czerkas 72' · Rafał Kujawa 84' | (0:0) | Maciej Kowalczyk 52' | Stadion MOSiR, Łódź Widzów: 3,5 tys. Sędzia: Jacek Granat |

| 5 grudnia 2008 | Wisła Kraków                | 3:1   | Odra Wodzisław     |                                                                              |
| 20:00          | Rafał Boguski 52', 62', 77' | (0:0) | Damian Seweryn 82' | Stadion im. Henryka Reymana, Kraków Widzów: 13 tys. Sędzia: Hubert Siejewicz |

| 6 grudnia 2008 | Piast Gliwice | 0:2   | Polonia Warszawa                        |                                                                    |
| 15:15          |               | (0:0) | Igor Kozioł 73' · Radosław Majewski 89' | Stadion Aleja, Wodzisław Śląski Widzów: 1,5 tys. Sędzia: Paweł Gil |

| 6 grudnia 2008 | Legia Warszawa                                            | 3:0   | GKS Bełchatów |                                                                           |
| 16:15          | Maciej Rybus 55' · Takesure Chinyama 83' · Piotr Giza 84' | (0:0) |               | Stadion Wojska Polskiego, Warszawa Widzów: 3 tys. Sędzia: Tomasz Mikulski |

| 6 grudnia 2008 | Górnik Zabrze         | 1:0   | Jagiellonia Białystok |                                                                           |
| 17:30          | Dariusz Kołodziej 54' | (0:0) |                       | Stadion im. Ernesta Pohla, Zabrze Widzów: 14 tys. Sędzia: Adam Lyczmański |

| 6 grudnia 2008 | Śląsk Wrocław                                                       | 3:1   | Ruch Chorzów         |                                                                   |
| 19:45          | Janusz Gancarczyk 24' · Sebastian Dudek 50' (k) · Vuk Sotirović 61' | (1:0) | Tomasz Brzyski 90+3' | Stadion Oporowska, Wrocław Widzów: 7,5 tys. Sędzia: Marcin Borski |

| 7 grudnia 2008 | Lech Poznań                              | 3:0   | Polonia Bytom |                                                                  |
| 14:45          | Hernan Rengifo 22', 59' · Jakub Wilk 40' | (2:0) |               | Stadion Miejski, Poznań Widzów: 16 tys. Sędzia: Jacek Walczyński |

| 7 grudnia 2008 | Arka Gdynia                                    | 2:1   | Cracovia              |                                                                 |
| 14:45          | Marcin Wachowicz 71' · Zbigniew Zakrzewski 84' | (0:0) | Łukasz Tupalski 90+3' | Stadion GOSiR, Gdynia Widzów: 7 tys. Sędzia: Marek Mikołajewski |

## Runda wiosenna

### 18. kolejka (27 lutego-1 marca)
| 27 lutego 2009 | Polonia Bytom        | 1:1   | Wisła Kraków      |                                                                              |
| 17:45          | Michał Zieliński 70' | (0:0) | Rafał Boguski 73' | Stadion im. Edwarda Szymkowiaka, Bytom Widzów: 5 tys. Sędzia: Dawid Piasecki |

| 27 lutego 2009 | Polonia Warszawa | 0:0   | Legia Warszawa |                                                               |
| 20:00          |                  | (0:0) |                | Stadion Polonii, Warszawa Widzów: 3 tys. Sędzia: Robert Małek |

| 28 lutego 2009 | Cracovia              | 1:0   | Piast Gliwice |                                                              |
| 14:45          | Bartosz Ślusarski 73' | (0:0) |               | Stadion Cracovii, Kraków Widzów: 5 tys. Sędzia: Marcin Szulc |

| 28 lutego 2009 | Ruch Chorzów | 0:1   | Górnik Zabrze  |                                                                  |
| 16:00          |              | (0:0) | Adam Banaś 47' | Stadion Śląski, Chorzów Widzów: 40 tys. Sędzia: Hubert Siejewicz |

| 28 lutego 2009 | Lechia Gdańsk        | 1:1   | Śląsk Wrocław      |                                                            |
| 17:00          | Maciej Kowalczyk 76' | (0:0) | Jarosław Fojut 52' | Stadion MOSiR, Gdańsk Widzów: 10 tys. Sędzia: Piotr Pielak |

| 28 lutego 2009 | Jagiellonia Białystok                              | 3:0   | Arka Gdynia |                                                             |
| 19:15          | Tomasz Frankowski 26', 30' · Paweł Zawistowski 74' | (2:0) |             | Stadion Miejski, Białystok Widzów: 7 tys. Sędzia: Paweł Gil |

| 1 marca 2009 | Odra Wodzisław | 0:1   | ŁKS Łódź            |                                                                  |
| 16:45        |                | (0:1) | Wahan Geworgian 45' | Stadion Aleja, Wodzisław Śląski Widzów: 3985 Sędzia: Adam Kajzer |

| 1 marca 2009 | GKS Bełchatów                          | 2:3   | Lech Poznań                                     |                                                             |
| 17:00        | Janusz Dziedzic 59' · Mariusz Ujek 85' | (0:1) | Semir Štilić 3', 58' · Robert Lewandowski 90+1' | Stadion GKS, Bełchatów Widzów: 5 tys. Sędzia: Marcin Borski |

### 19. kolejka (6-8 marca)
| 6 marca 2009 | ŁKS Łódź                                                                             | 4:3   | Cracovia                                       |                                                             |
| 17:45        | Piotr Świerczewski 23' · Nerijus Radžius 54' · Rafał Kujawa 89' · Dejan Djenic 90+6' | (1:2) | Dariusz Pawlusiński 11' · Paweł Nowak 11', 62' | Stadion MOSiR, Łódź Widzów: 6 tys. Sędzia: Mirosław Górecki |

| 6 marca 2009 | Górnik Zabrze                           | 2:2   | Arka Gdynia                            |                                                                              |
| 20:00        | Damian Gorawski 28' · Robert Szczot 80' | (1:2) | Marcin Pietroń 13' · Dariusz Żuraw 35' | Stadion im. Ernesta Pohla, Zabrze Widzów: 15 tys. Sędzia: Włodzimierz Bartos |

| 7 marca 2009 | Piast Gliwice        | 1:0   | GKS Bełchatów |                                                                          |
| 14:45        | Sebastian Olszar 26' | (1:0) |               | Stadion Aleja, Wodzisław Śląski Widzów: 1,5 tys. Sędzia: Piotr Siedlecki |

| 7 marca 2009 | Lechia Gdańsk                      | 2:0   | Ruch Chorzów |                                                               |
| 17:00        | Krzysztof Bąk 60' · Jakub Kawa 81' | (0:0) |              | Stadion MOSiR, Gdańsk Widzów: 9 tys. Sędzia: Jacek Walczyński |

| 7 marca 2009 | Wisła Kraków          | 2:1   | Polonia Warszawa        |                                                                              |
| 18:15        | Paweł Brożek 27', 73' | (1:0) | Adrian Mierzejewski 55' | Stadion im. Henryka Reymana, Kraków Widzów: 10 tys. Sędzia: Hubert Siejewicz |

| 7 marca 2009 | Śląsk Wrocław                                           | 3:0   | Polonia Bytom |                                                                 |
| 19:15        | Peter Hricko 34' (sam.) · Przemysław Łudziński 57', 66' | (1:0) |               | Stadion Oporowska, Wrocław Widzów: 8 tys. Sędzia: Marcin Borski |

| 8 marca 2009 | Lech Poznań            | 1:0   | Jagiellonia Białystok |                                                                 |
| 17:00        | Robert Lewandowski 48' | (0:0) |                       | Stadion Miejski, Poznań Widzów: 16 tys. Sędzia: Tomasz Mikulski |

| 8 marca 2009 | Legia Warszawa                                                                   | 4:0   | Odra Wodzisław |                                                                     |
| 17:00        | Maciej Rybus 27' · Maciej Iwański 63' (k) · Piotr Giza 69' · Roger Guerreiro 83' | (1:0) |                | Stadion Wojska Polskiego, Warszawa Widzów: 5 tys. Sędzia: Paweł Gil |

### 20. kolejka (13-15 marca)
| 13 marca 2009 | Polonia Warszawa  | 1:3   | ŁKS Łódź                                                  |                                                              |
| 17:45         | Daniel Mąka 90+1' | (0:1) | Rafał Kujawa 45' · Adam Czerkas 76' · Wahan Geworgian 88' | Stadion Polonii, Warszawa Widzów: 3 tys. Sędzia: Mariusz Żuk |

| 13 marca 2009 | Jagiellonia Białystok                       | 2:1   | Legia Warszawa        |                                                                   |
| 20:00         | Tomasz Frankowski 28' · Dariusz Jarecki 62' | (1:1) | Takesure Chinyama 22' | Stadion Miejski, Białystok Widzów: 8 tys. Sędzia: Adam Lyczmański |

| 14 marca 2009 | Odra Wodzisław | 0:0   | Śląsk Wrocław |                                                                          |
| 14:45         |                | (0:0) |               | Stadion Aleja, Wodzisław Śląski Widzów: 3 tys. Sędzia: Piotr Wasielewski |

| 14 marca 2009 | Cracovia                                                               | 3:1   | Lechia Gdańsk    |                                                                  |
| 17:00         | Bartosz Ślusarski 52' · Przemysław Kulig 57' · Dariusz Pawlusiński 73' | (0:0) | Łukasz Surma 82' | Stadion Cracovii, Kraków Widzów: 5 tys. Sędzia: Hubert Siejewicz |

| 14 marca 2009 | GKS Bełchatów | 0:0   | Wisła Kraków |                                                             |
| 18:15         |               | (0:0) |              | Stadion GKS, Bełchatów Widzów: 4,5 tys. Sędzia: Adam Kajzer |

| 14 marca 2009 | Polonia Bytom | 0:3   | Ruch Chorzów                                                     |                                                                                  |
| 19:15         |               | (0:1) | Artur Sobiech 37' · Remigiusz Jezierski 50' · Wojciech Grzyb 61' | Stadion im. Edwarda Szymkowiaka, Bytom Widzów: 8 tys. Sędzia: Artur Radziszewski |

| 15 marca 2009 | Górnik Zabrze      | 1:1   | Lech Poznań            |                                                                     |
| 14:45         | Adam Marciniak 54' | (0:0) | Paweł Strąk 90' (sam.) | Stadion im. Ernesta Pohla, Zabrze Widzów: 17 tys. Sędzia: Paweł Gil |

| 15 marca 2009 | Arka Gdynia | 0:1   | Piast Gliwice       |                                                            |
| 14:45         |             | (0:0) | Marcin Bojarski 54' | Stadion GOSiR, Gdynia Widzów: 7 tys. Sędzia: Marcin Borski |

### 21. kolejka (20-22 marca)
| 20 marca 2009 | Piast Gliwice     | 1:1   | Jagiellonia Białystok |                                                                     |
| 17:45         | Kamil Wilczek 76' | (0:1) | Kamil Grosicki 40'    | Stadion Aleja, Wodzisław Śląski Widzów: 1 tys. Sędzia: Piotr Pielak |

| 20 marca 2009 | Legia Warszawa | 0:0   | Górnik Zabrze |                                                                            |
| 20:00         |                | (0:0) |               | Stadion Wojska Polskiego, Warszawa Widzów: 5 tys. Sędzia: Hubert Siejewicz |

| 21 marca 2009 | ŁKS Łódź | 0:2   | GKS Bełchatów                           |                                                         |
| 14:45         |          | (0:0) | Mateusz Cetnarski 53' · Dawid Nowak 88' | Stadion MOSiR, Łódź Widzów: 7 tys. Sędzia: Robert Małek |

| 21 marca 2009 | Ruch Chorzów | 0:1   | Odra Wodzisław       |                                                                                |
| 17:00         |              | (0:1) | Maciej Małkowski 43' | Stadion Śląski, Chorzów Widzów: bez udziału publiczności Sędzia: Marcin Borski |

| 21 marca 2009 | Lech Poznań | 0:0   | Arka Gdynia |                                                                  |
| 18:15         |             | (0:0) |             | Stadion Miejski, Poznań Widzów: 16 tys. Sędzia: Jacek Walczyński |

| 21 marca 2009 | Śląsk Wrocław | 0:1   | Polonia Warszawa |                                                                      |
| 19:15         |               | (0:1) | Łukasz Trałka 7' | Stadion Oporowska, Wrocław Widzów: 9 tys. Sędzia: Włodzimierz Bartos |

| 22 marca 2009 | Lechia Gdańsk | 0:1   | Polonia Bytom        |                                                           |
| 14:45         |               | (0:0) | Michał Zieliński 70' | Stadion MOSiR, Gdańsk Widzów: 8 tys. Sędzia: Marcin Szulc |

| 22 marca 2009 | Wisła Kraków                                                                           | 4:1   | Cracovia        |                                                                             |
| 17:00         | Radosław Sobolewski 47' · Marcelo Guedes 64' · Patryk Małecki 66' · Piotr Ćwielong 80' | (0:1) | Paweł Sasin 25' | Stadion im. Henryka Reymana, Kraków Widzów: 14 tys. Sędzia: Tomasz Mikulski |

### 22. kolejka (3-5 kwietnia)
| 3 kwietnia 2009 | Piast Gliwice        | 1:0   | Górnik Zabrze |                                                              |
| 17:45           | Mariusz Muszalik 35' | (1:0) |               | Stadion Piasta, Gliwice Widzów: 4 tys. Sędzia: Marcin Borski |

| 3 kwietnia 2009 | GKS Bełchatów                     | 2:1   | Śląsk Wrocław        |                                                              |
| 20:00           | Jacek Popek 48' · Dawid Nowak 54' | (0:0) | Marek Gancarczyk 82' | Stadion GKS, Bełchatów Widzów: 4,5 tys. Sędzia: Marcin Szulc |

| 4 kwietnia 2009 | Odra Wodzisław            | 1:0   | Lechia Gdańsk |                                                                          |
| 14:45           | Deivydas Matulevičius 87' | (0:0) |               | Stadion Aleja, Wodzisław Śląski Widzów: 3,5 tys. Sędzia: Piotr Siedlecki |

| 4 kwietnia 2009 | Cracovia | 0:0   | Ruch Chorzów |                                                                   |
| 17:00           |          | (0:0) |              | Stadion Cracovii, Kraków Widzów: 4 tys. Sędzia: Piotr Wasielewski |

| 4 kwietnia 2009 | Arka Gdynia | 0:1   | Legia Warszawa        |                                                        |
| 18:15           |             | (0:1) | Takesure Chinyama 45' | Stadion GOSiR, Gdynia Widzów: 7 tys. Sędzia: Paweł Gil |

| 4 kwietnia 2009 | Polonia Warszawa   | 1:0   | Polonia Bytom |                                                                  |
| 19:15           | Filip Iwanowski 9' | (1:0) |               | Stadion Polonii, Warszawa Widzów: 3 tys. Sędzia: Adam Lyczmański |

| 5 kwietnia 2009 | Jagiellonia Białystok                                   | 4:0   | ŁKS Łódź |                                                                    |
| 14:45           | Paweł Zawistowski 17', 82' · Tomasz Frankowski 50', 67' | (1:0) |          | Stadion Miejski, Białystok Widzów: 7 tys. Sędzia: Jacek Walczyński |

| 5 kwietnia 2009 | Lech Poznań      | 1:1   | Wisła Kraków      |                                                                    |
| 17:00           | Semir Štilić 82' | (0:0) | Peter Šinglár 52' | Stadion Miejski, Poznań Widzów: 17,5 tys. Sędzia: Hubert Siejewicz |

### 23. kolejka (9-11 kwietnia)
| 9 kwietnia 2009 | Polonia Bytom   | 1:1   | Odra Wodzisław            |                                                                                  |
| 17:45           | Rafał Grzyb 28' | (1:1) | Deivydas Matulevičius 45' | Stadion im. Edwarda Szymkowiaka, Bytom Widzów: 6 tys. Sędzia: Włodzimierz Bartos |

| 9 kwietnia 2009 | ŁKS Łódź                                                            | 3:0   | Arka Gdynia |                                                          |
| 20:00           | Marcin Smoliński 38' · Wahan Geworgian 47' · Piotr Świerczewski 54' | (1:0) |             | Stadion MOSiR, Łódź Widzów: 5 tys. Sędzia: Marcin Borski |

| 9 kwietnia 2009 | Śląsk Wrocław       | 1:1   | Górnik Zabrze  |                                                                   |
| 20:00           | Sebastian Dudek 84' | (0:1) | Adam Banaś 17' | Stadion Oporowska, Wrocław Widzów: 8 tys. Sędzia: Tomasz Mikulski |

| 11 kwietnia 2009 | Lechia Gdańsk    | 1:2   | GKS Bełchatów                     |                                                               |
| 13:15            | Łukasz Surma 45' | (1:1) | Jacek Popek 14' · Dawid Nowak 73' | Stadion MOSiR, Gdańsk Widzów: 8 tys. Sędzia: Hubert Siejewicz |

| 11 kwietnia 2009 | Ruch Chorzów       | 1:3   | Polonia Warszawa                                               |                                                          |
| 15:30            | Wojciech Grzyb 25' | (1:2) | Filip Iwanowski 14' · Tomasz Jodłowiec 18' · Jarosław Lato 85' | Stadion Śląski, Chorzów Widzów: 4 tys. Sędzia: Paweł Gil |

| 11 kwietnia 2009 | Wisła Kraków          | 1:0   | Jagiellonia Białystok |                                                                                |
| 17:30            | Marcin Baszczyński 3' | (1:0) |                       | Stadion im. Henryka Reymana, Kraków Widzów: 12,5 tys. Sędzia: Mirosław Górecki |

| 11 kwietnia 2009 | Piast Gliwice      | 1:2   | Lech Poznań                         |                                                               |
| 17:45            | Jakub Smektała 70' | (0:1) | Semir Štilić 40' · Marcin Kikut 90' | Stadion Piasta, Gliwice Widzów: 4 tys. Sędzia: Dawid Piasecki |

| 11 kwietnia 2009 | Legia Warszawa                                                                      | 4:0   | Cracovia |                                                                          |
| 20:00            | Takesure Chinyama 20' · Maciej Rybus 27' · Piotr Giza 29' · Iñaki Astiz Ventura 90' | (3:0) |          | Stadion Wojska Polskiego, Warszawa Widzów: 4,5 tys. Sędzia: Robert Małek |

### 24. kolejka (17-19 kwietnia)
| 17 kwietnia 2009 | Cracovia                | 1:1   | Śląsk Wrocław       |                                                             |
| 17:45            | Dariusz Pawlusiński 45' | (1:0) | Tomasz Szewczuk 63' | Stadion Cracovii, Kraków Widzów: 2,5 tys. Sędzia: Paweł Gil |

| 17 kwietnia 2009 | Piast Gliwice | 0:1   | Legia Warszawa        |                                                                         |
| 20:00            |               | (0:0) | Takesure Chinyama 65' | Stadion Piasta Gliwice, Gliwice Widzów: 4 tys. Sędzia: Hubert Siejewicz |

| 18 kwietnia 2009 | GKS Bełchatów                                            | 3:0   | Odra Wodzisław |                                                                  |
| 14:45            | Mate Lacić 25' · Mateusz Cetnarski 44' · Dawid Nowak 64' | (2:0) |                | Stadion GKS, Bełchatów Widzów: 2,5 tys. Sędzia: Szymon Marciniak |

| 18 kwietnia 2009 | Górnik Zabrze                    | 2:0   | Polonia Bytom |                                                                              |
| 17:00            | Adam Banaś 52' · Dawid Jarka 58' | (0:0) |               | Stadion im. Ernesta Pohla, Zabrze Widzów: 16 tys. Sędzia: Artur Radziszewski |

| 18 kwietnia 2009 | Lech Poznań         | 1:1   | ŁKS Łódź         |                                                                  |
| 18:15            | Bartosz Bosacki 90' | (0:1) | Rafał Kujawa 43' | Stadion Miejski, Poznań Widzów: 16 tys. Sędzia: Mirosław Górecki |

| 18 kwietnia 2009 | Polonia Warszawa        | 1:1   | Lechia Gdańsk      |                                                                |
| 19:15            | Peter Čvirik 25' (sam.) | (1:1) | Jakub Zabłocki 33' | Stadion Polonii, Warszawa Widzów: 3,2 tys. Sędzia: Adam Kajzer |

| 19 kwietnia 2009 | Jagiellonia Białystok | 1:0   | Ruch Chorzów |                                                                |
| 16:00            | Kamil Grosicki 70'    | (0:0) |              | Stadion Miejski, Białystok Widzów: 7 tys. Sędzia: Marcin Szulc |

| 19 kwietnia 2009 | Arka Gdynia | 0:1   | Wisła Kraków       |                                                                 |
| 17:00            |             | (0:1) | Marcelo Guedes 28' | Stadion GOSiR, Gdynia Widzów: 6,5 tys. Sędzia: Adam Lyczymański |

### 25. kolejka (24-26 kwietnia)
| 24 kwietnia 2009 | Polonia Bytom          | 1:0   | Cracovia |                                                                               |
| 17:45            | Adrian Klepczyński 87' | (0:0) |          | Stadion im. Edwarda Szymkowiaka, Bytom Widzów: 5 tys. Sędzia: Adam Lyczmański |

| 24 kwietnia 2009 | Wisła Kraków                              | 3:1   | Górnik Zabrze  |                                                                              |
| 20:00            | Paweł Brożek 29', 83' · Rafał Boguski 72' | (1:1) | Adam Banaś 14' | Stadion im. Henryka Reymana, Kraków Widzów: 14 tys. Sędzia: Hubert Siejewicz |

| 25 kwietnia 2009 | Ruch Chorzów | 0:1   | GKS Bełchatów       |                                                                     |
| 14:45            |              | (0:0) | Krzysztof Janus 56' | Stadion Śląski, Chorzów Widzów: 4,5 tys. Sędzia: Artur Radziszewski |

| 25 kwietnia 2009 | Lechia Gdańsk                           | 2:1   | Arka Gdynia           |                                                             |
| 16:00            | Piotr Wiśniewski 76' · Paweł Buzała 79' | (0:0) | Przemysław Trytko 90' | Stadion MOSiR, Gdańsk Widzów: 12 tys. Sędzia: Marcin Borski |

| 25 kwietnia 2009 | Odra Wodzisław       | 1:1   | Polonia Warszawa  |                                                                             |
| 17:00            | Maciej Małkowski 65' | (0:0) | Łukasz Trałka 61' | Stadion Aleja, Wodzisław Śląski Widzów: 1,8 tys. Sędzia: Włodzimierz Bartos |

| 25 kwietnia 2009 | Śląsk Wrocław                          | 2:0   | Jagiellonia Białystok |                                                                    |
| 19:15            | Vuk Sotirović 28' · Kamil Biliński 87' | (1:0) |                       | Stadion Oporowska, Wrocław Widzów: 7,5 tys. Sędzia: Dawid Piasecki |

| 26 kwietnia 2009 | ŁKS Łódź | 0:1   | Piast Gliwice      |                                                         |
| 16:00            |          | (0:0) | Jakub Smektała 60' | Stadion MOSiR, Łódź Widzów: 5 tys. Sędzia: Marcin Szulc |

| 26 kwietnia 2009 | Legia Warszawa        | 1:1   | Lech Poznań            |                                                                     |
| 17:00            | Takesure Chinyama 10' | (1:0) | Robert Lewandowski 75' | Stadion Wojska Polskiego, Warszawa Widzów: 5 tys. Sędzia: Paweł Gil |

### 26. kolejka (1-3 maja)
| 1 maja 2009 | GKS Bełchatów                             | 3:1   | Polonia Bytom       |                                                                 |
| 17:45       | Janusz Gol 22' · Dawid Nowak 32' (k), 87' | (2:1) | Łukasz Gikiewicz 9' | Stadion GKS, Bełchatów Widzów: 3,5 tys. Sędzia: Piotr Siedlecki |

| 1 maja 2009 | Piast Gliwice     | 1:1   | Wisła Kraków       |                                                          |
| 20:00       | Kamil Wilczek 23' | (1:0) | Patryk Małecki 73' | Stadion Piasta, Gliwice Widzów: 4 tys. Sędzia: Paweł Gil |

| 2 maja 2009 | Arka Gdynia                                                                 | 3:3   | Śląsk Wrocław                                                        |                                                                 |
| 14:45       | Zbigniew Zakrzewski 60' · Grzegorz Niciński 76' · Jarosław Fojut 90' (sam.) | (0:2) | Sebastian Dudek 15' (k) · Tomasz Szewczuk 25' · Marek Gancarczyk 65' | Stadion GOSiR, Gdynia Widzów: 5 tys. Sędzia: Sebastian Jarzębak |

| 2 maja 2009 | Legia Warszawa            | 1:0   | ŁKS Łódź |                                                                           |
| 16:00       | Robert Sierant 90' (sam.) | (0:0) |          | Stadion Wojska Polskiego, Warszawa Widzów: 4 tys. Sędzia: Tomasz Mikulski |

| 2 maja 2009 | Jagiellonia Białystok | 1:2   | Odra Wodzisław                         |                                                                   |
| 17:00       | Kamil Grosicki 85'    | (0:1) | Tomasz Moskal 12' · Marcin Wodecki 86' | Stadion Miejski, Białystok Widzów: 6,5 tys. Sędzia: Marcin Borski |

| 2 maja 2009 | Górnik Zabrze                              | 2:0   | Lechia Gdańsk |                                                                        |
| 19:15       | Mariusz Magiera 9' · Dariusz Kołodziej 86' | (1:0) |               | Stadion im. Ernesta Pohla, Zabrze Widzów: 16 tys. Sędzia: Marcin Szulc |

| 3 maja 2009 | Cracovia              | 1:0   | Polonia Warszawa |                                                                    |
| 14:45       | Bartosz Ślusarski 56' | (0:0) |                  | Stadion Cracovii, Kraków Widzów: 5,5 tys. Sędzia: Jacek Walczyński |

| 3 maja 2009 | Lech Poznań            | 1:1   | Ruch Chorzów       |                                                               |
| 17:00       | Robert Lewandowski 45' | (1:0) | Tomasz Brzyski 66' | Stadion Miejski, Poznań Widzów: 17,5 tys. Sędzia: Adam Kajzer |

### 27. kolejka (8-10 maja)
| 8 maja 2009 | Lechia Gdańsk                                          | 3:1   | Jagiellonia Białystok |                                                                                  |
| 17:45       | Peter Čvirik 31' · Karol Piątek 43' · Łukasz Surma 48' | (2:1) | Thiago Cionek 33'     | Stadion MOSiR, Gdańsk Widzów: bez udziału publiczności Sędzia: Piotr Wasielewski |

| 8 maja 2009 | Polonia Bytom                                 | 2:1   | Arka Gdynia           |                                                                             |
| 20:00       | Adrian Klepczyński 84' · Michał Zieliński 87' | (0:0) | Dariusz Żuraw 58' (k) | Stadion im. Edwarda Szymkowiaka, Bytom Widzów: 5 tys. Sędzia: Marcin Borski |

| 9 maja 2009 | Polonia Warszawa            | 1:0   | GKS Bełchatów |                                                                  |
| 14:45       | Grzegorz Fonfara 73' (sam.) | (0:0) |               | Stadion Polonii, Warszawa Widzów: 2 tys. Sędzia: Tomasz Mikulski |

| 9 maja 2009 | Śląsk Wrocław | 0:2   | Lech Poznań                                  |                                                                    |
| 16:15       |               | (0:1) | Robert Lewandowski 12' · Manuel Arboleda 57' | Stadion Oporowska, Wrocław Widzów: 9 tys. Sędzia: Hubert Siejewicz |

| 9 maja 2009 | ŁKS Łódź                              | 2:0   | Górnik Zabrze |                                                               |
| 17:00       | Rafał Kujawa 44' · Marcin Adamski 59' | (1:0) |               | Stadion MOSiR, Łódź Widzów: 6 tys. Sędzia: Artur Radziszewski |

| 9 maja 2009 | Odra Wodzisław                           | 2:1   | Cracovia                |                                                                         |
| 19:15       | Tomasz Moskal 15' · Maciej Małkowski 85' | (1:0) | Dariusz Pawlusiński 82' | Stadion Aleja, Wodzisław Śląski Widzów: 3,5 tys. Sędzia: Dawid Piasecki |

| 10 maja 2009 | Ruch Chorzów | 0:0   | Piast Gliwice |                                                               |
| 14:45        |              | (0:0) |               | Stadion Śląski, Chorzów Widzów: 1,5 tys. Sędzia: Marcin Szulc |

| 10 maja 2009 | Wisła Kraków       | 1:0   | Legia Warszawa |                                                                            |
| 17:00        | Marcelo Guedes 36' | (1:0) |                | Stadion im. Henryka Reymana, Kraków Widzów: 15,5 tys. Sędzia: Robert Małek |

### 28. kolejka (15-17 maja)
| 15 maja 2009 | Arka Gdynia           | 1:2   | Ruch Chorzów                                 |                                                                |
| 17:45        | Dariusz Żuraw 32' (k) | (1:2) | Remigiusz Jezierski 12' · Wojciech Grzyb 21' | Stadion GOSiR, Gdynia Widzów: 6,5 tys. Sędzia: Piotr Siedlecki |

| 15 maja 2009 | Lech Poznań            | 1:0   | Lechia Gdańsk |                                                                    |
| 20:00        | Robert Lewandowski 84' | (0:0) |               | Stadion Miejski, Poznań Widzów: 16 tys. Sędzia: Włodzimierz Bartos |

| 16 maja 2009 | Jagiellonia Białystok                      | 2:1   | Polonia Warszawa        |                                                                      |
| 14:45        | Kamil Grosicki 14' · Tomasz Frankowski 73' | (1:1) | Adrian Mierzejewski 45' | Stadion Miejski, Białystok Widzów: 6 tys. Sędzia: Sebastian Jarząbak |

| 16 maja 2009 | Górnik Zabrze                                      | 2:0   | Odra Wodzisław |                                                                       |
| 17:00        | Dariusz Kołodziej 43' · Jacek Kowalczyk 44' (sam.) | (2:0) |                | Stadion im. Ernesta Pohla, Zabrze Widzów: 15 tys. Sędzia: Adam Kajzer |

| 16 maja 2009 | Legia Warszawa                              | 3:1   | Polonia Bytom        |                                                                            |
| 17:45        | Adrian Paluchowski 4', 65' · Piotr Giza 90' | (1:1) | Michał Zieliński 45' | Stadion Wojska Polskiego, Warszawa Widzów: 4 tys. Sędzia: Hubert Siejewicz |

| 16 maja 2009 | Cracovia          | 1:0   | GKS Bełchatów |                                                                |
| 19:15        | Piotr Polczak 38' | (1:0) |               | Stadion Cracovii, Kraków Widzów: 4,5 tys. Sędzia: Robert Małek |

| 17 maja 2009 | Piast Gliwice | 0:1   | Śląsk Wrocław       |                                                                 |
| 14:45        |               | (0:0) | Tomasz Szewczuk 54' | Stadion Piasta, Gliwice Widzów: 4 tys. Sędzia: Szymon Marciniak |

| 17 maja 2009 | ŁKS Łódź | 0:4   | Wisła Kraków                                                    |                                                           |
| 17:00        |          | (0:1) | Patryk Małecki 25' · Piotr Ćwielong 58' · Paweł Brożek 78', 90' | Stadion MOSiR, Łódź Widzów: 7 tys. Sędzia: Dawid Piasecki |

### 29. kolejka (23 maja)
| 23 maja 2009 | Cracovia | 0:0   | Górnik Zabrze |                                                                    |
| 17:00        |          | (0:0) |               | Stadion Cracovii, Kraków Widzów: 6,5 tys. Sędzia: Hubert Siejewicz |

| 23 maja 2009 | GKS Bełchatów     | 1:1   | Arka Gdynia           |                                                                  |
| 17:00        | Tomasz Wróbel 11' | (1:1) | Grzegorz Niciński 43' | Stadion GKS, Bełchatów Widzów: 3 tys. Sędzia: Artur Radziszewski |

| 23 maja 2009 | Odra Wodzisław | 0:2   | Piast Gliwice                             |                                                                         |
| 17:00        |                | (0:2) | Jakub Smektała 20' · Sebastian Olszar 22' | Stadion Aleja, Wodzisław Śląski Widzów: 4 tys. Sędzia: Mirosław Górecki |

| 23 maja 2009 | Polonia Warszawa                                  | 3:3   | Lech Poznań                                                  |                                                               |
| 17:00        | Filip Iwanowski 42', 64' · Daniel Gołębiewski 55' | (1:0) | Rafał Murawski 56' · Luis Henriquez 62' · Hernan Rengifo 79' | Stadion Polonii, Warszawa Widzów: 6 tys. Sędzia: Robert Małek |

| 23 maja 2009 | Ruch Chorzów                                | 2:0   | ŁKS Łódź |                                                                 |
| 17:00        | Wojciech Grzyb 60' (k) · Tomasz Brzyski 76' | (0:0) |          | Stadion Śląski, Chorzów Widzów: 7 tys. Sędzia: Jacek Walczyński |

| 23 maja 2009 | Lechia Gdańsk                          | 2:4   | Wisła Kraków                                                          |                                                               |
| 17:00        | Paweł Buzała 1' · Karol Piątek 66' (k) | (1:0) | Paweł Brożek 49' · Marek Zieńczuk 78' · Wojciech Łobodziński 82', 86' | Stadion MOSiR, Gdańsk Widzów: 13 tys. Sędzia: Adam Lyczmański |

| 23 maja 2009 | Śląsk Wrocław        | 1:1   | Legia Warszawa       |                                                                 |
| 17:00        | Marek Gancarczyk 70' | (0:1) | Jakub Rzeźniczak 14' | Stadion Oporowska, Wrocław Widzów: 9,5 tys. Sędzia: Adam Kajzer |

| 23 maja 2009 | Polonia Bytom         | 1:0   | Jagiellonia Białystok |                                                                                  |
| 17:00        | Jacek Trzeciak 3' (k) | (1:0) |                       | Stadion im. Edwarda Szymkowiaka, Bytom Widzów: 5 tys. Sędzia: Włodzimierz Bartos |

### 30. kolejka (30 maja)
| 30 maja 2009 | Górnik Zabrze | 0:1   | Polonia Warszawa |                                                                           |
| 17:00        |               | (0:0) | Daniel Mąka 90'  | Stadion im. Ernesta Pohla, Zabrze Widzów: 16 tys. Sędzia: Tomasz Mikulski |

| 30 maja 2009 | Jagiellonia Białystok | 0:2   | GKS Bełchatów                              |                                                                   |
| 17:00        |                       | (0:1) | Thiago Cionek 24' (sam.) · Jakub Tosik 90' | Stadion Miejski, Białystok Widzów: 5 tys. Sędzia: Piotr Siedlecki |

| 30 maja 2009 | Legia Warszawa                                                            | 4:1   | Ruch Chorzów        |                                                                            |
| 17:00        | Roger Guerreiro 32' · Maciej Iwański 42' (k) · Takesure Chinyama 89', 90' | (2:1) | Pavol Baláž 45' (k) | Stadion Wojska Polskiego, Warszawa Widzów: 5,5 tys. Sędzia: Dawid Piasecki |

| 30 maja 2009 | ŁKS Łódź                                         | 2:0   | Polonia Bytom |                                                                |
| 17:00        | Mladen Kašćelan 58' (k) · Robert Sierant 72' (k) | (0:0) |               | Stadion MOSiR, Łódź Widzów: 5,5 tys. Sędzia: Piotr Wasielewski |

| 30 maja 2009 | Wisła Kraków                                 | 2:0   | Śląsk Wrocław |                                                                                |
| 17:00        | Radosław Sobolewski 27' · Marek Zieńczuk 82' | (1:0) |               | Stadion im. Henryka Reymana, Kraków Widzów: 15,6 tys. Sędzia: Hubert Siejewicz |

| 30 maja 2009 | Piast Gliwice | 0:2   | Lechia Gdańsk                             |                                                               |
| 17:00        |               | (0:2) | Piotr Wiśniewski 36' · Jakub Zabłocki 44' | Stadion Piasta, Gliwice Widzów: 4,5 tys. Sędzia: Marcin Szulc |

| 30 maja 2009 | Arka Gdynia                                  | 2:1   | Odra Wodzisław    |                                                          |
| 17:00        | Dariusz Żuraw 7' (k) · Grzegorz Niciński 79' | (1:1) | Tomasz Moskal 29' | Stadion GOSiR, Gdynia Widzów: 6,5 tys. Sędzia: Paweł Gil |

| 30 maja 2009 | Lech Poznań             | 2:2   | Cracovia                                  |                                                               |
| 17:00        | Hernán Rengifo 12', 67' | (1:0) | Sławomir Szeliga 46' · Tomasz Moskała 82' | Stadion Miejski, Poznań Widzów: 16 tys. Sędzia: Marcin Borski |